# WAVE (canal de televisão)
WAVE (canal 3) é uma emissora de televisão em Louisville, Kentucky , Estados Unidos, afiliada à NBC e de propriedade da Gray Media . Os estúdios da emissora estão localizados na South Floyd Street, no centro de Louisville , e seu transmissor está localizado em Floyds Knobs, Indiana .

## História
O canal entrou no ar pela primeira vez em 24 de novembro de 1948, transmitindo originalmente no canal VHF 5 com uma potência efetiva irradiada de 24.100 watts . A WAVE foi a primeira estação de televisão a assinar no estado de Kentucky e a 41ª a estrear nos Estados Unidos.
A emissora tem sido afiliada principal da NBC desde sua estreia, devido à longa afiliação de sua emissora irmã com a NBC Red Network ; no entanto, inicialmente também teve afiliações secundárias com a ABC , CBS e a DuMont Television Network . O cabo coaxial nacional só chegou a Louisville em 1950; antes disso, os programas da NBC eram exibidos em filme, assim como os noticiários nacionais e internacionais.
Em 7 de maio de 1949, a WAVE-TV se tornou a primeira emissora de televisão dos Estados Unidos a apresentar uma transmissão ao vivo do Kentucky Derby . A emissora enviou um noticiário do evento para a NBC para transmissão nacional. A transmissão foi o primeiro uso de uma lente Zoomar em uma transmissão esportiva na televisão. A lente foi emprestada à WAVE pelo inventor Frank Back. Pouco depois do Derby, a WAVE adquiriu uma lente Zoomar própria, que era frequentemente emprestada às outras emissoras de propriedade da WAVE-TV.
A WAVE-TV perdeu a programação da CBS quando a WHAS-TV (canal 11, agora uma afiliada da ABC) assinou em março de 1950; mais tarde, perdeu a DuMont quando a rede fechou em agosto de 1956. O Canal 3 continuou a compartilhar a programação da ABC com a WHAS-TV até que a WLKY (canal 32) assinou como afiliada em tempo integral em setembro de 1961. Permaneceu com a NBC desde então e, como tal, a WAVE é a única estação de televisão comercial no mercado de Louisville que nunca mudou sua afiliação de rede primária.
Em 1953, a WAVE-TV mudou para o canal VHF 3, devido a problemas de interferência de sinal com a afiliada da NBC, WLWT, em Cincinnati . A mudança incluiu um novo transmissor de 100.000 watts e uma torre de 600 pés (183 m) no topo de um botão de 925 pés (282 m) (acima do nível do mar ) acima de New Albany, Indiana.  Isso aumentou a cobertura da WAVE-TV em 66%. A WAVE-TV fez história novamente em 1954, ao se tornar a primeira estação em Louisville a transmitir programação em cores; os telespectadores foram presenteados com uma imagem vívida do novo logotipo do Peacock da NBC quando ele fez sua estreia em 1956.
Durante 1958-59, a WAVE-TV produziu em seus estúdios programas educacionais para as Escolas do Condado de Jefferson — a precursora da WFPK-TV (canal 15, agora WKPC-TV ). De 1954 a 1962, a WAVE-TV também produziu em seus estúdios o Tomorrow's Champions , um programa patrocinado pela polícia para jovens boxeadores amadores . Muhammad Ali (na época Cassius Clay) começou sua carreira lá.